# Метагерманат натрия
Германат натрия — неорганическое соединение, соль щелочного металла натрия и метагерманиевой кислоты с формулой Na2GeO3, бесцветные кристаллы, растворимые в воде, образует кристаллогидрат.

## Получение
- Сплавление оксида германия и оксида или карбоната натрия:

{\displaystyle {\mathsf {GeO_{2}+Na_{2}O\ {\xrightarrow {T}}\ Na_{2}GeO_{3}}}}
{\displaystyle {\mathsf {GeO_{2}+Na_{2}CO_{3}\ {\xrightarrow {1200^{o}C}}\ Na_{2}GeO_{3}+CO_{2}\uparrow }}}
- Растворение оксида германия в горячем растворе едкого натра:

{\displaystyle {\mathsf {GeO_{2}+2NaOH\ {\xrightarrow {T}}\ Na_{2}GeO_{3}+H_{2}O}}}
- Окисление германия перекисью водорода в щелочной среде:

{\displaystyle {\mathsf {Ge+2H_{2}O_{2}+2NaOH\ {\xrightarrow {}}\ Na_{2}GeO_{3}+3H_{2}O}}}

## Физические свойства
Германат натрия образует бесцветные гигроскопичные кристаллы ромбической сингонии, параметры ячейки a = 0,622 нм, b = 1,087 нм, c = 0,492 нм, Z = 4.
Хорошо растворим в воде, образует кристаллогидрат Na2GeO3•7H2O, который плавится при 83°С в собственной кристаллизационной воде.

## Химические свойства
- Безводную соль получают сушкой кристаллогидрата:

{\displaystyle {\mathsf {Na_{2}GeO_{3}\cdot 7H_{2}O\ {\xrightarrow {300^{o}C}}\ Na_{2}GeO_{3}+7H_{2}O\uparrow }}}
- Водные растворы имеют щелочную реакцию из-за гидролиза по аниону:

{\displaystyle {\mathsf {GeO_{3}^{2-}+H_{2}O\ \rightleftarrows \ HGeO_{3}^{-}+OH^{-}}}}
- Реагирует с концентрированной соляной кислотой:

{\displaystyle {\mathsf {Na_{2}GeO_{3}+6HCl\ {\xrightarrow {}}\ Na_{2}[GeCl_{6}]+3H_{2}O}}}
- Разлагается разбавленными кислотами:

{\displaystyle {\mathsf {Na_{2}GeO_{3}+2HNO_{3}\ {\xrightarrow {}}\ GeO_{2}\downarrow +2NaNO_{3}+H_{2}O}}}
- Концентрированные щелочи изменяют анион:

{\displaystyle {\mathsf {Na_{2}GeO_{3}+3H_{2}O\ {\xrightarrow {NaOH}}\ Na_{2}[Ge(OH)_{6}]}}}

## Применение
- Для синтеза других соединение германия.